# 淡島椿岳

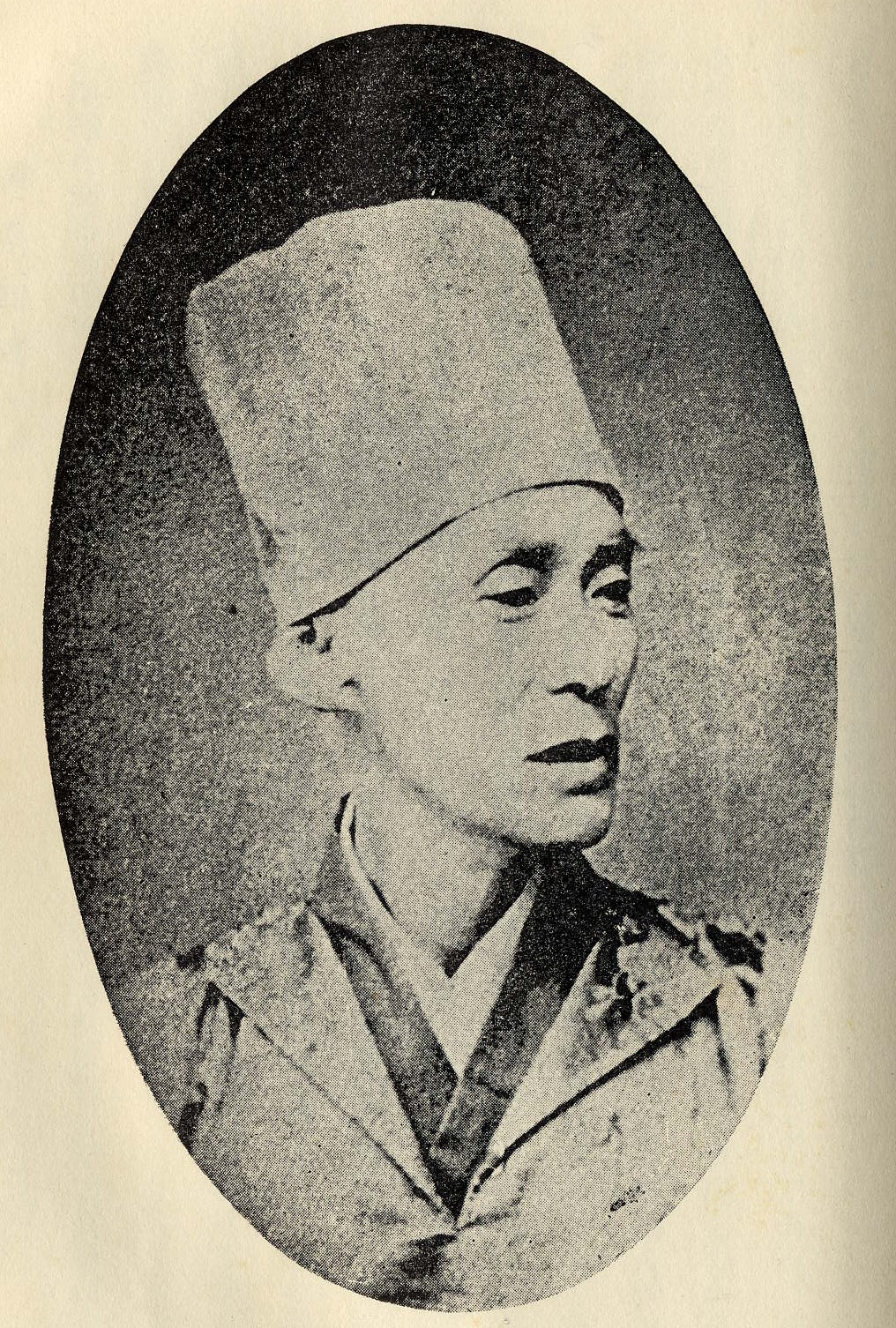
淡島椿岳／内田魯庵『思ひ出す人々』より

淡島 椿岳（あわしま ちんがく、1823年（文政6年）7月 - 1889年（明治22年）9月21日）は、幕末から明治初期の画家。小林椿岳の名でも知られる。1824年（文政7年）2月8日生まれともいわれる。
明治時代の作家・画家・蒐集家の淡島寒月は椿岳の実子である。親子揃ってマルチな趣味人・独自の方向性を持った自由人として知られた。また、幕末の大富豪・伊藤八兵衛は兄、教育者・政治家の木内キヤウは孫である。

## 略歴
椿岳は、武蔵国川越の小ヶ谷村（現埼玉県川越市小ヶ谷）に、富裕な農家・内田善蔵の三男として生まれた。本姓は小林、後に淡島を称す。幼名は米三郎。通称は城三。吉梵、南平堂と号す。幼少期より絵を好み、その才があった。
米三郎は長じると長兄と共に川越を発ち江戸に出て、蔵前の札差・伊勢屋長兵衛の元で奉公する。「伊勢屋」は当代きっての幕府の御用商人で、長兄は伊勢屋一族の伊藤家の娘婿となり、伊藤八兵衛と改名する。これが幕末期に江戸一の大富豪に上り詰めた伊藤八兵衛である。後に渋沢栄一は八兵衛の元で商売を学び、八兵衛の次女・兼子は渋沢栄一の妻となった。また八兵衛の娘たちは皆、伯爵夫人となる。
如才ない三男の米三郎（椿岳）は、兄・八兵衛を良く助けたが、日本橋馬喰町の有名軽焼屋・「淡島屋」を営む豪商・服部喜兵衛の元に婿入りし、淡島屋の屋号から淡島姓を名乗る。その後、生活に困らない米三郎は大枚を叩いて水戸藩の御家人株を買って小林城三と改姓した。
絵の道に憧れていた城三（椿岳）は、蔵前で画塾を開いていた大西椿年に大和絵を学び、師の一字をもらって椿岳と号する。さらに谷文晁や高久隆古に師事した。椿岳は日本画の形式に拘らず、洋画も川上冬崖、高橋由一らの交流を通して学んだ。
1859年（安政6年）に寒月が生まれるが、「妾160人」とも言われた椿岳の奔放な女道楽が続く。1870年（明治3年）、愛人とともに浅草寺境内の伝法院に住む。椿岳の奇人・変人と称された伝説的な生活が始まる。椿岳は西洋画を購入し浅草寺で「西洋目鏡」と名づけた見世物小屋を開く。料金2銭と安くしたため客が押しかけ、西郷隆盛も見学しに来るほどであった。椿岳は次に浅草寺境内の淡島堂に移り、頭を丸めてデタラメなお経をあげるにわか坊主になる。ここで泥絵による洋画風の風景画や風俗画を書き、これが評判を呼んだ。浅草絵の創始である。また鳥羽僧正の鳥獣戯画の影響を受けて、独自の「椿岳漫画」を制作、漫画でも一家を成した。また、明治初期、牛込円福寺に大幅を描いている。
1884年（明治17年）、椿岳は向島の弘福寺門前に梵雲庵を建て移り住み、易者の真似事などをする。1889年（明治22年）、一ヶ月放浪して帰宅した直後に梵雲庵で死去した。谷中霊園の墓石には「吉梵法師」と刻まれた。
辞世の句は「今まではさまざまの事して見たが、死んで見るのはこれが初めて」

## 参考資料
- 山口昌男『「敗者」の精神史』（岩波書店、1995年）ISBN 4000029665
- 内田魯庵『思ひ出す人々』（春秋社、1925年）